# Charlotte de Witte
Charlotte de Witte, född den 21 juli 1992, (tidigare Raving George), är en belgisk DJ och musikproducent från Evergem. År 2017 blev hon framröstad som en av de bästa techno DJs i Belgien.

## Historia
Charlotte de Witte föddes den 21 juli 1992 i Evergem, Belgien. När hon var 10 år gammal var hon ett stort fan av bandet Laïs, och ett stort fan av rockmusik. Hon flyttade till Gent där hon gick i högstadiet och kom i kontakt med elektronisk musik. Runt den tiden började hon att mixa låtar med hjälp av mjukvaran VirtualDJ. Hon kontaktade många olika klubbar för att försöka DJ:a där, och hennes första spelning var på ett ungdomshärbäge i Evergem när hon var 17 år gammal. Hon började använda sig av artistnamnet "Raving George" för att det namnet skulle dölja hennes kön. Hon ville inte bli bedömd på grund av sitt utseende, utan endast efter sina DJ-förmågor. Hon började spela electro och electrohousemusik.
Efter en scooterolycka fick hon tillräckligt med pengar från försäkringsbolaget för att kunna köpa ny utrustning som skulle hjälpa henne på klubbarna. Detta var starten på hennes professionella karriär.

## Karriär
Efter några månader som DJ registrerade hon sig för att uppträda på "My Rules", ett program på en TV-kanal i Belgien. I programmet skulle man tävla om vem som var bäst DJ, 15 minuter fick man på sig för att visa vad man kunde. Wittes karriär växte efter programmet och 2011 deltog hon i TV-programmet "Switch" som sändes i Belgien där hon vann Witte Red Bull Elektropedia-priset. Med detta fick hon möjligheten att spela på huvudscenen på Tomorrowland 2011. Några år senare började de Witte spela mer techno och mindre electro på sina spelningar och hon började även producera sin egen musik. Hennes första album "Observe" släpptes år 2013 och albumet bestod av 2 låtar och 3 remixes. År 2013 tog hon examen i Event och Project Management på Artevelde University College i Gent. 
År 2015 släppte hon sitt andra album "Slaves / Alternate", och hon organiserade KNTXT.
År 2019 skrev hon kontrakt med BBC Radio 1 för 6 månader där hon spelar sin musik.

### Namnbyte
I oktober 2015 meddelade Raving George att hon numera tänkt spela under sitt riktiga namn, Charlotte de Witte. Hon tyckte att hon hade byggt upp ett tillräckligt bra rykte, så där fanns inte längre någon mening med att dölja sitt kön med sitt artistnamn. I slutet på 2015 släppte hon sitt tredje album "Weltschmerz". Detta var hennes första album med sitt riktiga namn, istället för Raving George.

## Musikstil
Tidigare brukade Witte spela electro, men efter en period växte hon från electro och började istället producera och spela techno.
"I make melancholic, hard and dark music. I find beauty in music that is bare and stripped. Less is more. Heavy and melancholic music just makes me think more than happy pop."